# Булл, Джон
Джон Булл (англ. John Bull; Old Radnor (?), Радноршир, 1562 или 1563 — Антверпен, 12 или 13 марта 1628) — английский композитор, клавесинист, органист, органостроитель. В поздние годы жизни работал во Фландрии. Крупный представитель английской школы вирджиналистов.

## Очерк биографии
С 1573 хорист, с 1582 органист, с 1583 регент (руководитель хора) херефордского кафедрального собора. Одновременно с 1574 хорист в Королевской капелле при Сент-Джеймсском дворце в Лондоне. Вследствие постоянных отлучек в Лондон и пренебрежения своими обязанностями был смещен с должности в Херефорде в 1585 году, а в 1586 принёс торжественную присягу джентльмена в Королевской капелле. В 1592 году получил в Оксфорде степень доктора (вследствие чего в исторических источниках стал именоваться как «доктор Булл»); в 1596 году стал первым профессором музыки в лондонском Грешем-колледже, по прямой рекомендации королевы Елизаветы, чрезвычайно благоволившей Буллу. На службе королевы Булл играл на органе во время торжественных приёмов иностранцев и в сопровождение всевозможных местных церемониалов (банкетов, процессий, дней рождения и пр.), а также занимался органостроением для английского двора и по заказам иностранцев. Со смертью Елизаветы и восшествием на престол Якова I (1603) придворная карьера королевского органиста не прекратилась, а его жалование (с 1605) даже повысилось. В 1607 в связи с внебрачным рождением ребёнка Булл был вынужден оставить преподавание в Грешем-колледже и лишился ведомственного жилья. Вероятно, он обучал музыке детей Якова I — принца Генри (до 1612) и принцессу Елизавету (с 1612). Именно ей и её жениху был посвящён первый в истории опубликованный сборник вирджинальной музыки «Parthenia, or The Maydenhead» (ок. 1613), в который помимо Булла вошли пьесы Бёрда и Гиббонса.
Обвинённый в прелюбодеянии, Булл в 1613 вынужден был бежать из Англии во Фландрию, где в кафедральном соборе Антверпена в 1615 году занял пост помощника органиста, а в 1617 стал главным органистом того же собора. В те годы он с большой вероятностью познакомился со Свелинком. До конца жизни Булл продолжал свою музыкальную карьеру и считался высококлассным органистом, органостроителем и экспертом по органам, так и не вернувшись в родную Англию.

## Очерк творчества
Основная часть творческого наследия Булла — разнообразные сочинения для органа и клавесина (вирджинала): обработки католических гимнов и антифонов (Aeterne rerum conditor, Christe redemptor omnium, Salve Regina etc.), прелюдии, фантазии на различные темы (в т.ч. других композиторов), вариации (из них наиболее известны 30 вариаций на тему песни «Отправляйся в Вальсингам» <Walsingham>), граунды (вариации на basso ostinato),  паваны с гальярдами (в т.ч. масштабные «Quadran Pavan and Galliard»), другие танцевальные пьесы. Ряд сочинений Булла входит в знаменитый сборник «Вирджинальная книга Фицуильяма». Единственная прижизненная публикация Булла — семь пьес в сборнике «Parthenia, or the Maydenhead» (1612 или 1613). Среди них "A Battle and No Battle," "Bonny Peg of Ramsey," "Bull's Good-Night", знаменитая красочная пьеса «Королевская охота» ("The King's Hunt").
Помимо клавирной музыки писал хоровые антемы, фантазии для консортов. Хроматическая гексахордовая фантазия (Оригинальное название пьесы: «Ut re mi fa sol la»), также написанная первоначально для консорта, но сохранившаяся только в клавесинной редакции, представляет собой образец редкого для Булла (и для английского барокко в целом) творческого эксперимента: здесь композитор совершает последовательный обход гексахордов во всех 12 транспозициях. Обход высотных позиций гексахордов приводит к необходимости (редчайшего для того времени) энгармонизма, ясно наблюдаемого в этой фантазии.
В сборнике 120 канонов (116 из которых на Miserere) показал себя блестящим полифонистом, искусно применявшим различные технико-композиционные приёмы (тема в уменьшении, в увеличении, в ракоходе, полиметрические сочетания голосов). Иногда Буллу также приписывают национальный британский гимн («антем») «God Save the King».

## Издание сочинений
- John Bull: Keyboard Music I, ed. J. Steele, F. Cameron and T. Dart // MB, xiv (1960, rev. 2/1967)
- John Bull: Keyboard Music II, ed. T. Dart // MB, xix (1963, rev. 2/1970)